# Lista de cidades de Nova Jérsia
Lista de cidades do estado de Nova Jérsia, Estados Unidos.

## A
- Absecon
- Allamuchy-Panther Valley
- Allendale
- Allenhurst
- Allentown
- Alloway
- Alpha
- Alpine
- Andover
- Annandale
- Asbury Park
- Ashland
- Atlantic City
- Atlantic Highlands
- Audubon
- Audubon Park
- Avalon
- Avenel
- Avon-by-the-Sea

## B
- Barclay-Kingston
- Barnegat
- Barnegat Light
- Barrington
- Basking Ridge
- Bay Head
- Bayonne
- Beach Haven
- Beach Haven West
- Beachwood
- Beatyestown
- Beckett
- Belford
- Belle Mead
- Belleville
- Bellmawr
- Belmar
- Belvidere
- Bergenfield
- Berkeley Heights
- Berlin
- Bernardsville
- Beverly
- Birmingham
- Blackwood
- Bloomfield
- Bloomingdale
- Bloomsbury
- Bogota
- Boonton
- Bordentown
- Bound Brook
- Bradley Beach
- Brainards
- Branchville
- Brass Castle
- Bricktown
- Bridgeport
- Bridgeton
- Bridgewater
- Brielle
- Brigatine
- Broadway
- Brooklawn
- Brown Mills
- Brownsville
- Budd Lake
- Buena
- Burlington
- Butler

## C
- Caldwell
- Califon
- Camden
- Cape May
- Cape May Court House
- Cape May Point
- Carlstadt
- Carneys Point
- Carteret
- Cedar Glen Lakes
- Cedar Glen West
- Cedar Grove
- Cedar Knolls
- Cedarville
- Chatham
- Cherry Hill
- Cherry Hill Mall
- Chesilhurst
- Chester
- Cinnaminson
- Clarksboro
- Clark
- Clayton
- Clearbrook Park
- Clementon
- Cliffside Park
- Cliffwood Beach
- Clifton
- Clinton
- Clinton Township
- Closter
- College Park
- Collings Lakes
- Collingswood
- Colonia
- Colts Neck
- Concordia
- Corbin City
- Country Lake Estates
- Cranbury
- Crandburry
- Crandon Lakes
- Cranford
- Cresskill
- Crestwood Village

## D
- Dayton
- Deepwater
- Deal
- Delair
- Delanco
- Delran Township
- Denville
- Deptford
- Demarest
- Diamond Beach
- Dover
- Dover Beaches North
- Dover Beaches South
- Dumont
- Dunellen

## E
- Eagle Point
- East Brunswick
- East Freehold
- East Hanover
- East Newark
- East Orange
- East Providence
- East Rutherford
- East Windsor
- Eatontown
- Echelon
- Edgewater
- Edgewood
- Edison
- Egg Harbor City
- Elizabeth
- Elmer
- Elmwood Park
- Elwood-Magnolia
- Emerson
- Englewood
- Englewood Cliffs
- Englishtown
- Erlton-Ellisburg
- Erma
- Essex Fells
- Estell Manor
- Ewing

## F
- Fair Haven
- Fair Lawn
- Fairfield
- Fairton
- Fairview
- Fanwood
- Far Hills
- Farmingdale
- Fieldsboro
- Finderne
- Flanders
- Flemington
- Florence-Roebling
- Florham Park
- Folsom
- Fords
- Forked River
- Fort Dix
- Fort Lee
- Franklin
- Franklin Lakes
- Franklinville
- Freehold
- Frenchtown

## G
- Garden City
- Garfield
- Garwood
- Gibbsboro
- Gibbstown
- Gilette
- Glassboro
- Glen Gardner
- Glen Ridge
- Glen Rock
- Glendora
- Gloucester City
- Golden Triangle
- Great Meadows-Vienna
- Greentree
- Guttenberg

## H
- Hackensack
- Hackettstown
- Haddon Heights
- Haddonfield
- Hainesport
- Haledon
- Hamburg
- Hammonton
- Hanover
- Harrington Park
- Harrison
- Harvey Cedars
- Hasbrouck Heights
- Hawthorne
- Heathcote
- Helmetta
- Hi-Nella
- High Bridge
- Highland Lake
- Highland Park
- Highlands
- Hightstown
- Hillsdale
- Hillside
- Ho-Ho-Kus
- Hoboken
- Holiday City South
- Holiday City-Berkeley
- Holiday Heights
- Holmdel
- Hopatcong
- Hopelawn
- Hopewell
- Howell

## I
- Interlaken
- Irvington
- Iselin
- Island Heights

## J
- Jacksonville
- Jamesburg
- Jersey City

## K
- Keansburg
- Kearney
- Kearny
- Keasbey
- Kendall Park
- Kenilworth
- Keyport
- Kingston
- Kinnelon

## L
- Lafayette
- Lake Mohawk
- Lake Telemark
- Lakehurst
- Lakewood
- Lambertville
- Landisville
- Laurel Lake
- Laurel Springs
- Laurence Harbor
- Lavallette
- Lawnside
- Lawrenceville
- Lebanon
- Ledgewood
- Leisure Knoll
- Leisure Village
- Leisure Village East
- Leisure Village West-Pine Lake Park
- Leisuretowne
- Leonardo
- Leonia
- Lincoln Park
- Lincroft
- Linden
- Lindenwold
- Linwood
- Little Falls
- Little Ferry
- Little Silver
- Livingston
- Loch Arbour
- Lodi
- Long Branch
- Long Valley
- Longport
- Lyndhurst
- Lynhurst

## M
- Mahwah
- Malaga
- Manville
- Maple Shade
- Maplewood
- Marlton
- Mays Landing
- Maywood
- Medford
- Metuchen
- Mickleton
- Middlesex
- Middletown
- Midland Park
- Milford
- Millburn
- Millington
- Milltown
- Millville
- Milville
- Mine Hill
- Monmouth Junction
- Monroe
- Montclair
- Montvale
- Montville
- Moorestown
- Morris Plains
- Morristown
- Mountainside
- Mounts Mills
- Mt Holly
- Mt Laurel
- Mt Olive
- Mullica Hill
- Murray Hill

## N
- Neptune City
- Neshanic Station
- Netcong
- New Brunswick
- New Egypt
- New Milford
- Newark apt
- Newfield
- Newfoundland
- Newton
- North Arlington
- North Bergen
- North Branch
- North Brunswick
- Northvale
- Norwood
- Nutley
- Nyack

## O
- Oak Island
- Oak Ridge
- Oakcreek
- Oakhurst
- Oakland
- Ocean
- Old Bridge
- Olympia
- Oradel

## P
- Palisade
- Palisades Park
- Palmyra
- Paramus
- Parkridge
- Parlin
- Parsipanny
- Passaic
- Paterson
- Patterson
- Paulsboro
- Pedricktown
- Pennsauken
- Pennsville
- Pensauken
- Pequaneck
- Perth Amboy
- Phillipsburg
- Pine Brook
- Piscataway
- Plainfield
- Plainsboro
- Plainview
- Pleasantville
- Pompton Plains
- Princeton
- Pt. Elizabeth
- Pt. Newark
- Pt. Reading
- Pt. Side
- Pt. Washington

## Q
- Quakertown

## R
- Rahway
- Ramsey
- Raritan
- Red Bank
- Ridgefield
- Ridgefield Park
- Ridgewood
- Riverdale
- Riverside
- Riverton
- Robbinsville
- Rockaway
- Rockleigh
- Rockport
- Roebling
- Rosedale
- Roseland
- Roselle
- Rosenhayn
- Russ Berrie
- Rutherford

## S
- Saddle Brook
- Salem
- Sayreville
- Scobeyville
- Scotch Plains
- Seabrook
- Secaucus
- Sewaren
- Skillman
- Somerdale
- Somerset
- Somerville
- South Brunswick
- South Plainfield
- South River
- Sparta
- Spotswood
- Springfield Township
- Stanhope
- Stratford
- Strathmere
- Succasunna
- Summit
- Swedesboro

## T
- Teaneck
- Tennent
- Teterboro
- Thorofare
- Tinton Falls
- Toms River
- Totowa
- Towaco
- Trenton

## U
- Union Township
- Union City

## V
- Vauxhall
- Verona
- Vineland
- Voorhees

## W
- Waldwick
- Walkill
- Wallington
- Washington
- Waterford Works
- Wayne
- Weehawken
- West Berlin
- West Caldwell
- West Creek
- West Deptford
- West New York
- West Windsor
- Westville
- Westwood
- Wharton
- Whippany
- Wildwood
- Williamstown
- Willingboro
- Windsor
- Woodbury
- Woodridge
- Woodridge
- Wrightstown

## Y
- Yardville